# Nikon F-401

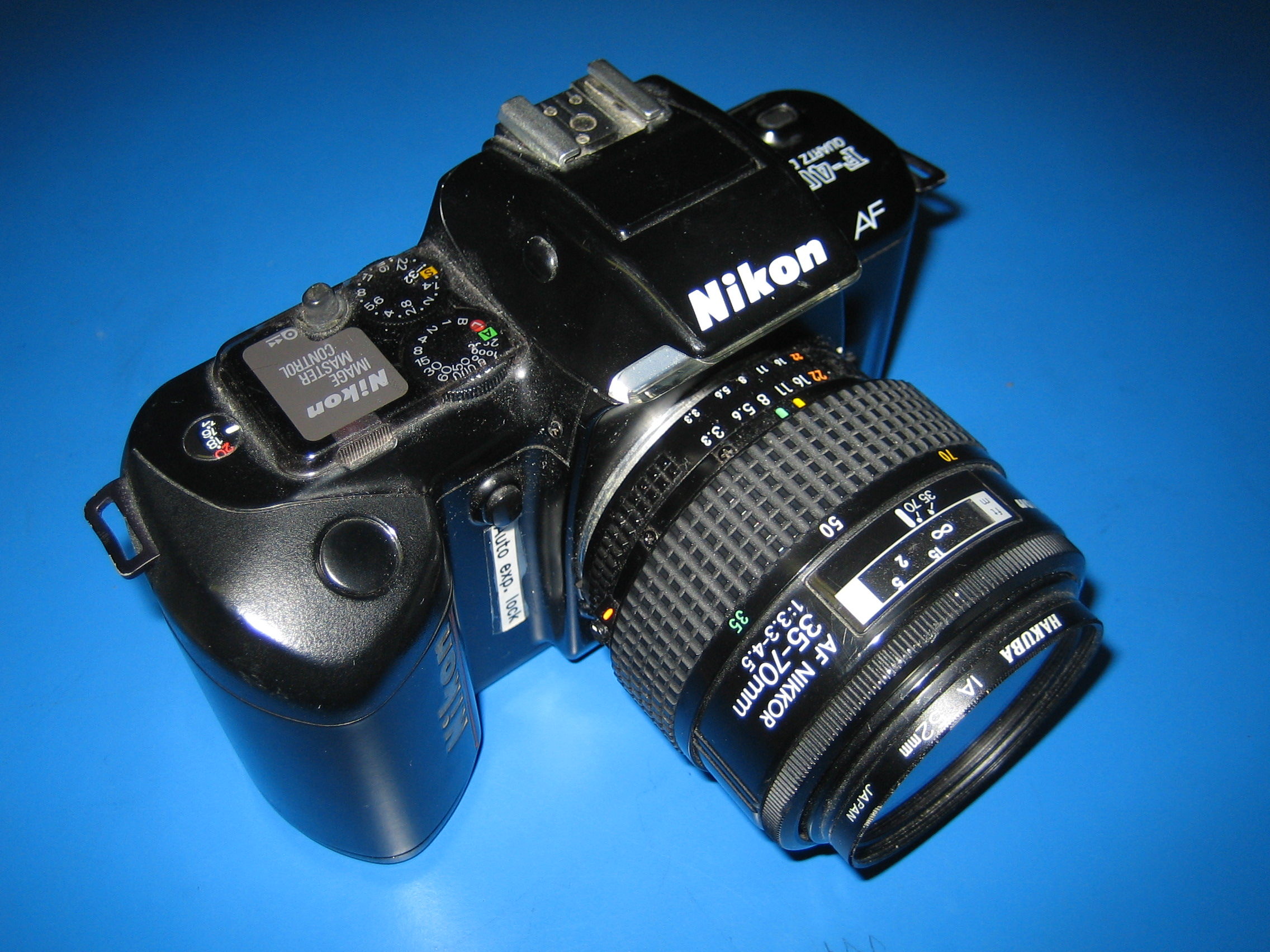
Nikon F401

Die Nikon F-401 (in Nordamerika als N4004 bezeichnet) ist eine Kleinbild-Spiegelreflexkamera von Nippon Kogaku (seit 1988 Nikon). Sie erschien 1987 als dritte Autofokus-Spiegelreflexkamera (nach F3 AF und F-501).
Die F-401 war die erste Nikon, die die Blendensteuerungsmöglichkeiten der AF-Nikkore nutzte. Lediglich die eigentliche Blendenschließung wird mechanisch übertragen. Bei Objektiven des Typs AI und AIs wird die Belichtungsmessung abgeschaltet. Diese Verfahrensweise hat Nikon später für alle Spiegelreflexkameras dieser Preisklasse übernommen.
Die Nikon F-401 ist in erster Linie auf die Nutzung mit Programmautomatik ausgelegt. Blenden- und Zeitautomatik sind zwar vorhanden, aber mangels Anzeige des automatisch gewählten Parameters kaum sinnvoll nutzbar. Weiterhin ist ein manueller Belichtungsabgleich möglich.
Die Matrixmessung der Nikon FA von 1983 wurde in stark vereinfachter Form aufgegriffen, sie verwendet nur zwei statt fünf Messfelder.
Erstmals bei einer Nikon erfolgt die komplette Belichtungssteuerung, auch der Blende, ausschließlich von der Kamera aus, der Blendenring muss verriegelt bleiben. Die Einstellung von Zeit und Blende erfolgt mit zwei kleinen Einstellrädern an der Oberseite der Kamera. Diese Konstruktion führt dazu, dass die F-401 die älteste Nikon ist, die mit den später erschienenen Objektiven ohne Blendenring (G-Nikkore) hinsichtlich der Belichtungsfunktionen voll kompatibel ist.
Der Autofokus (AF) beschränkt sich nach damaligem Standard auf einen zentralen waagerecht angeordneten Zeilensensor. Wie schon bei der F-501 ist der AF-Motor in der Kamera eingebaut. Im Gegensatz zur F-501 kann die F-401 den eingebauten AF-Motor der Nikkore zur F3 AF nicht ansteuern. Ebenfalls ist mit den später erschienenen Nikkoren mit eingebautem AF-Motor (AF-I und AF-S) keine Autofokusfunktion möglich.
Erstmals wurde die Funktion der Einbelichtung des Datums nicht durch eine als Zubehör erhältliche Datenrückwand realisiert, sondern hierfür eine spezielle Variante als F-401 QD angeboten.

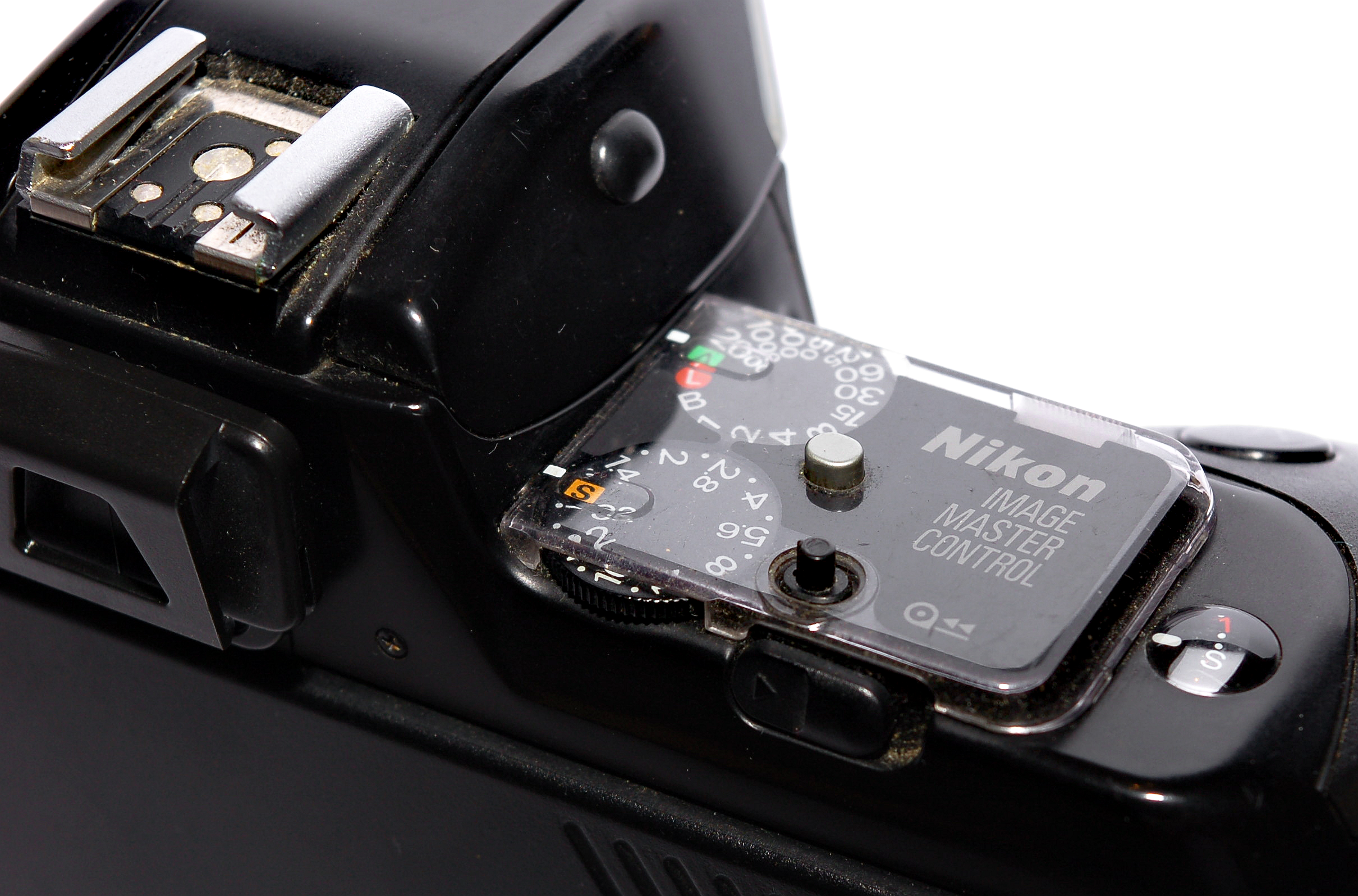
Bedienelemente einer F-401s

1989 wurde die F-401 durch das fast identische Nachfolgemodell F-401s (N4004S) ersetzt. In erster Linie wurde hierbei eine Verriegelungsmöglichkeit für die Zeit- und Blendeneinstellräder eingeführt. Weiterhin wurde der AF-Sensor durch eine verbesserte Ausführung ersetzt und der AF-Motor verstärkt. Die Version mit eingebauter Datenrückwand heißt F-401s QD bzw. N4004s QD.
Als dritte Version erscheint 1991 die F-401X (N5005). Sie ist eine komplette Neukonstruktion, die lediglich in der Anordnung der Bedienungselemente und im Funktionsumfang an die Vorgängermodelle anknüpft. Der Autofokus ermöglicht erstmals eine Schärfenachführung. Die Belichtungsmessung wurde auf eine Fünffeldmatrixmessung umgestellt.
Durch die Wahl, bei dieser Kamera ein eingebautes Blitzgerät hinzuzufügen, stand man vor dem Problem, dass die Außensichtbarkeit des 'Nikon-Logos' von vorne wegfiel. Man entschied daher, den Herstellernamen in großer grauer Prägung (z. B. F-401s, 1989) auf den Innenteil des Batteriefachgriffes zu platzieren. Ein Kompromiss, wenn man bedenkt, dass der Schriftzug durch die Hand des Fotografen verdeckt wird, sobald er die Kamera benutzt. Ein Unikat, was das Kamera-Design von Nikon betrifft. Das Design-Zitat an die F3 mit dem blassroten Trennstrich in verschiedenster Größe zieht sich bis heute hin zu den Kameras der D-Serie (DSLRs). Dieser Trennstrich grenzte beim Modell F3 die nicht belederte Grifffläche von der belederten Body-Fläche ab.
Weiterhin ist bei dieser Kamera bei fast allen Modellen ein Ablösen des doppelseitigen Klebebandes zu beobachten, das die kleine Plastikscheibe festhält, die zur Abdeckung der beiden Blenden- und Zeitstellrädchen dient.
Die darunterliegende Feder, die die Arretierung löst, um Werte einzustellen, drückt unaufhörlich diese Scheibe hoch, so dass bei vielen älteren Kameras dieselbe fehlt.